# 邱萬城
邱萬城（Samuel Yau Man Shing，1963年8月4日—），香港電視及電影演員、戲劇工作者，活躍戲劇工作多年，在1981年畢業於模範英文中學中五年級，擔任多個劇團不同崗位包括導演、編劇、化妝、造型等、也參與戲劇教育工作與推廣等工作，例如為香港學校戲劇節擔任評判。

## 簡歷
1992年，取得專業化妝文憑。1996年，畢業於香港演藝學院戲劇學院高級文憑（表演）。1996年至2001年間，為無綫電視全職合約演員。2002年，考取中華人民共和國高級技能美容師職業資格證書。2010年，畢業於香港演藝學院戲劇藝術碩士（戲劇及劇場教育）。2011年10月起，任職香港中英劇團教育及外展部（表演）半職經理。2014年至2017年，為香港學術及職業資歷評審局（化妝組別）專家。

## 演出作品

### 電視劇（無綫電視）
- 1997：刑事偵緝檔案III 飾 陳　泰（檔案十：幕後玩家）（胡堅之同黨）
- 1998：天地豪情 飾 潘文星
- 1998：聊齋 (貳) 飾 趙大山
- 1998：外父唔怕做 飾 李先生
- 1998：鹿鼎記 飾 葛爾丹
- 1999：先生貴性 飾 曾小明
- 1999：刑事偵緝檔案IV 飾 鍾智良（檔案四：King之碎片）（連映雪之夫）
- 1999：布袋和尚 飾 高威
- 1999：鑑證實錄II 飾 丘　Sir（曾家原之上司）
- 1999：雙面伊人 飾 肥　仔
- 1999：人龍傳說 飾 老饕
- 1999：洗冤錄 飾 王福
- 1999：創世紀 飾 高天華
- 2000：男親女愛 飾 「Duck Duck Bar」爸爸
- 2000：碧血劍 飾 誠王
- 2001：FM701 飾 CD舖經理
- 2001：夢想成真 飾 Joe Chan
- 2001：倚天屠龍記 飾 朱元璋
- 2001：美味情緣 飾 蔡雙冬
- 2001：陀槍師姐III 飾 解向東
- 2001：七姊妹 飾 竹織鴨
- 2001至2002：皆大歡喜 飾 容大夫／欽差大臣／豆腐檔老闆／夜冷店老板
- 2001：勇探實錄 飾 王志偉
- 2002：雲海玉弓緣 飾 滅法和尚
- 2002：戇夫成龍 飾 巴大叔（「忘憂吧」小酒館老闆）
- 2002：談判專家 飾 何志力
- 2003：十萬噸情緣 飾 爵士
- 2003：黑夜彩虹
- 2011：七號差館 飾 肥鬼

### 電視劇（香港電台）
- 2003：非常平等任務（第四集：錯不在我）
- 2008：師奶檔案（第九集：我愛半肥瘦）
- 2009：論盡一家人（第三集：巨浪中的彩票）
- 2011：廉政行動2011（單元二：黑白線）
- 2013：毒海浮生（第四集：開心share十七歲（一））
- 2013：證義搜查線2013
- 2013：一念之間2013（誰吃了玻璃）
- 2013：申訴2013（苦衷）
- 2014：同里有親
- 2015：監警有道
- 2015：獅子山下2015（鬼收樓）
- 2016：有倉出租
- 2016：手語隨想曲5（單元八：娯樂）
- 2018：那些年 那些歌 II（王傑篇）
- 2018：手語隨想曲6（單元一：你值得真正的快樂）
- 2022：競爭之合謀有罪《仙女散花》
- 2023：不再盤旋只因你

### 電影
- 1997：南海十三郎
- 1998：98古惑仔之龍爭虎鬥
- 1999：槍火
- 1999：暗戰
- 1999：屍家路
- 2000：創業玩家
- 2001：有情飲水飽
- 2001：重裝警察
- 2001：幽靈人間
- 2003：尋找周杰倫
- 2005：三岔口
- 2005：凶男寡女
- 2013：掃毒
- 2013：小學雞，大電影
- 2016：寒戰II
- 2018：我的情敵女婿
- 2021：無映之地
- 2022：正義迴廊
- 2023：白日青春
- 2024：不是你不愛你
- 2024：爸爸
- 2025：麻雀女王追男仔
- 2025：搗破法蘭克

### 戲劇
- 1994：香港演藝學院戲劇學院《片片謊言夢裡尋》
- 1994：香港演藝學院戲劇學院《彼岸》
- 1995：香港演藝學院戲劇學院《無政府主義者的意外死亡》
- 1995：香港演藝學院戲劇學院《青春的覺醒》
- 1995：中英劇團《萬福一千年》
- 1995：香港演藝學院戲劇學院《將D曱甴趕盡殺絕》
- 1996：香港演藝學院戲劇學院《物理學家》
- 1996：香港演藝學院戲劇學院《夢起航》
- 2005：香港戲劇協會《承受清風》
- 2007：香港兒童音樂劇團巡迴音樂劇《得把聲》
- 2007：香港兒童音樂劇團音樂劇《小王子》(演員及製作經理)
- 2008：WOW! Work of Wonders音樂劇《牧羊少年奇幻之旅》（演員及化妝設計）
- 2009：香港兒童音樂劇團音樂劇《小王子》（重演）（演員及製作經理）
- 2010：聖經音樂劇《唯獨祢是王2010》（重演）
- 2012：洛杉磯英語音樂劇《青I, Ching》
- 2013：一條褲製作《猥褻 - 三審王爾德》
- 2013：Theater Noir《狄更斯的快樂聖誕》音樂劇
- 2014：六四舞台《王丹》
- 2014：爆炸戲棚《萬花嬉春》
- 2014：澳門文化中心音樂劇《我要高八度》
- 2014：福氣網絡《馬丁路德》
- 2017：演戲家族《一水南天》圍讀
- 2019：福氣網絡《潘霍華的情書》
- 2019：文化交談《利馬竇》音樂劇
- 2020：文化交談《利馬竇》音樂劇重演
- 2019：香港音樂劇藝術學院《會社人間》音樂劇
- 2021: 劇場空間 熱鬥獅子球》化妝
- 2021：R & T《哥仔姐仔撻出火之踢親你男友》導演
- 2024：何故作品餐飲劇場《茶餐廳的親善大使》主演

## 其他戲劇工作
- 1999：八月十五劇團《情慾愛恨金瓶梅》（編劇／導演）
- 2000：福音話劇《我來自殮房》（導演／集體創作編劇／服裝）
- 2003：劇場工作室《女幹探》（造型設計）
- 2003：一條褲製作《美國蝦》（化妝設計）
- 2004：一條褲製作《人到無求品自高》（化妝及形象設計）
- 2004：影話戲 《醉鄉迷情》（造型設計）
- 2005：一條褲製作《美國蝦》05更新版（化妝及形象設計）
- 2006：一條褲製作《山中方七日》（化妝設計）
- 2006：演戲家族音樂劇《白蛇新傳》（造型設計）
- 2007：一條褲製作 《革捷古華拉命》（化妝設計）
- 2007：香港兒童音樂劇團音樂劇《小王子》（演員及製作經理）
- 2008：香港兒童音樂劇團音樂劇《Cinderella》（導演及造型設計）
- 2008：香港兒童音樂劇團音樂劇《花木蘭》（造型設計）
- 2008：一條褲製作《愛在加州瘟疫時》（演員及化妝造型設計）
- 2008：WOW! Work of Wonders音樂劇《牧羊少年奇幻之旅》（演員及化妝設計）
- 2009：香港兒童音樂劇團音樂劇《小王子》（重演）（演員及製作經理）
- 2010：香港論壇劇場TEFO 古蹟劇場《老圍》（演教員）
- 2010：澳門音樂劇場舞台搖滾音樂劇《離》（導演）
- 2012：中英劇團《新光演義》（導演及編劇）
- 2012：中英劇團 學校巡迴敢毒劇《無毒有偶》重演（導演）
- 2012：中英劇團《「原」「整」劇場 - 演出暨舞台效果示範》（導演及編劇）
- 2012：六四舞台《讓黃雀飛》（化妝造型）
- 2012：香港演藝學院戲劇教育碩士畢業生教育劇場《日佔香江，再看1941》（演教員）
- 2013：胡素貞博士紀念學校原創英語音樂劇《自畫像》導演
- 2013：伸手助人協會及仁智國際有限公司老人慈善舞台劇《風華再現》（編劇及導演）
- 2013：唯獨舞台製作《快樂王子》音樂劇（化妝造型設計）
- 2014：香港大學戲劇學會 舞台化妝課程導師
- 2014：胡素貞博士紀念學校原創粵語音樂劇《跳舞鞋》導演
- 2014：胡素貞博士紀念學校原創粵語音樂劇微電影《跳舞鞋》導演，並獲得第八屆香港流動電影節銅獎，網上最受歡迎微電影
- 2015：樹仁大學戲劇學會 舞台化妝導師
- 2015：胡素貞博士紀念學校原創粵語音樂劇《望夫石》導演
- 2015：胡素貞博士紀念學校原創英語音樂劇 《Do you really need it?》編劇及導演

## 配音作品
- 粗體表示者為作品中的主角或要角
- 首播年份以邱萬城配演的角色首次出場的日子為依歸
- 已知於片中有演唱的角色在角色名後會加上♪符號

### 劇場版／動畫電影
| 首播年份     | 動畫名稱             | 配演角色             | 備註           |
| ------------ | -------------------- | -------------------- | -------------- |
| 年份有待確認 | 米奇老鼠俱樂部       |                      |                |
| 年份有待確認 | 夢幻少女街           |                      |                |
| 年份有待確認 | 怪獸公司             |                      |                |
| 1995         | 反斗奇兵             | 火腿                 |                |
| 2000         | 反斗奇兵2            | 火腿                 |                |
| 2008         | 超級零零狗           | 有待確認             |                |
| 2010         | 反斗奇兵3            | 火腿                 |                |
| 2012         | 慈善星輝布公仔       | 羅夫                 |                |
| 2013         | 怪獸大學             | 淋支支（史葛史基寶） |                |
| 2013         | 魔雪奇緣             | 奧肯                 | 公映／影碟版本 |
| 2016         | Pet Pet當家          | 笨伯                 | 公映版本       |
| 2016         | 星夢動物園           | 威猛先生             | 公映版本       |
| 2017         | 壞蛋獎門人3          | 巴閉哥               | 公映版本       |
| 2019         | Pet Pet當家2         | 笨伯                 | 公映版本       |
| 2019         | 反斗奇兵4            | 火腿                 | 公映版本       |
| 2019         | 魔雪奇緣2            | 有待確認             | 公映版本       |
| 2022         | 星夢動物園2          | 威猛先生             | 公映版本       |
| 2022         | 壞蛋聯盟             | 鯊魚先生             | 公映版本       |
| 2023         | 蜘蛛俠：飛躍蜘蛛宇宙 | 佐治·史德西          | 公映版本       |
| 2024         | 鴨仔也移民           | 多萊                 | 公映版本       |
| 2024         | 壞蛋獎門人4          | 于貝斯密校長         | 公映版本       |

## 外部連結
- 邱萬城的Instagram帳戶
- 邱萬城的新浪微博